# Mearim
Mearim (portugalsky Rio Mearim) je řeka v severovýchodní Brazílii (stát Maranhão). Je 800 km dlouhá.

## Průběh toku
Pramení v Brazilské vysočině a teče na sever. Na horním a středním toku překonává množství peřejí. Níže protéká bažinatou Atlantskou nížinou a ústí do zálivu San Marcus Atlantského oceánu, přičemž vytváří estuár společný s řekou Pindare.

## Vodní režim
Zdrojem vody jsou dešťové srážky. Nejvodnější je v dubnu a v květnu.

## Využití
Vodní doprava je možná na dolním toku.